# سیارک ۲۰۷۳۴۱
سیارک ۲۰۷۳۴۱ (به انگلیسی: 207341 Isabelmartin، نامگذاری:2005JD22)۲۰۷۳۴۱مین سیارک کشف شده‌است که در ۰۳ مه ۲۰۰۵ کشف شد.